# After Laughter Tour
After Laughter Tour fue la quinta gira de la banda estadounidense Paramore, que tuvo el fin de promocionar su quinto álbum de estudio After Laughter, lanzado al mercado el 12 de mayo de 2017. La gira tuvo lugar en Europa y América.

## Mangas
Las diferentes etapas de la gira fueron divididas con diferentes nombres. En Europa fue promocionada con el nombre "Tour One" y en Norteamérica "Tour Two".
- Manga 1: Europa (18 presentaciones)
- Manga 2: Norteamérica (29 presentaciones)
- Manga 3: Latinoamérica (4 presentaciones)
- Manga 4: Europa (6 presentaciones)

## Lista de canciones
- El listado de canciones cambió conforme a las diferentes etapas del Tour.

| Tour One |
| --- |
| 1. «Told You So» 2. «That's What You Get» 3. «Brick by Boring Brick» 4. «Still Into You» 5. «Caught in the Middle» 6. «Turn It Off» 7. «Decode» 8. «I Caught Myself» 9. «Hate to See Your Heart Break» 10. «Fake Happy» 11. «Everywhere» (cover de Fleetwood Mac) 12. «Rose-Colored Boy» 13. «Playing God» 14. «Ain't It Fun» 15. «Misery Business» Encore 1. «Forgiveness» 2. «Scooby's in the Back» (cover de HalfNoise) 3. «Hard Times» |

| Tour Two |
| --- |
| 1. «Hard Times» 2. «Ignorance» 3. «Still Into You» 4. «Daydreaming» 5. «Forgiveness» 6. «Brick by Boring Brick» 7. «Playing God» 8. «That's What You Get» 9. «I Caught Myself» 10. «Hate to See Your Heart Break» 11. «26» 12. «Told You So» 13. «Everywhere» (cover de Fleetwood Mac) 14. «Fake Happy» 15. «Misery Business» 16. «Ain't It Fun» Encore 1. «Caught in the Middle» 2. «Scooby's in the Back» (cover de HalfNoise) 3. «Rose-Colored Boy» |

## Fechas de la gira
| Fecha                    | Ciudad           | País            | Lugar                           |
| ------------------------ | ---------------- | --------------- | ------------------------------- |
| Tour One                 |                  |                 |                                 |
| Europa                   |                  |                 |                                 |
| 15 de junio de 2017      | Dublín           | Irlanda         | Teatro Olympia de Dublín        |
| 16 de junio de 2017      | Belfast          | Irlanda         | Waterfront Hall                 |
| 18 de junio de 2017      | Manchester       | Reino Unido     | O2 Apollo Manchester            |
| 19 de junio de 2017      | Londres          | Reino Unido     | Royal Albert Hall               |
| 21 de junio de 2017      | Brístol          | Reino Unido     | Colston Hall                    |
| 22 de junio de 2017      | Edimburgo        | Reino Unido     | Usher Hall                      |
| 24 de junio de 2017      | Colonia          | Alemania        | Palladium Cologne               |
| 25 de junio de 2017      | Tilburgo         | Países Bajos    | 013                             |
| 27 de junio de 2017      | Paris            | Francia         | Grand Rex                       |
| 29 de junio de 2017      | Viena            | Austria         | Arena Open Air                  |
| 30 de junio de 2017      | Sopron           | Hungría         | VOLT Festival                   |
| 2 de julio de 2017       | Berlín           | Alemania        | Admiralspalast                  |
| 3 de julio de 2017       | Hamburgo         | Alemania        | Stadtpark Hamburg               |
| 5 de julio de 2017       | Hradec Králové   | República Checa | Rock for People                 |
| 7 de julio de 2017       | Estocolmo        | Suecia          | Cirkus                          |
| 9 de julio de 2017       | Turku            | Finlandia       | Ruisrock                        |
| 12 de julio de 2017      | Copenhague       | Dinamarca       | Vega                            |
| 14 de julio de 2017      | Tønsberg         | Noruega         | Slottsfjell Festival            |
| Tour Two                 |                  |                 |                                 |
| Norteamérica             |                  |                 |                                 |
| 21 de julio de 2017      | Pensilvania      | Estados Unidos  | Karoondinha Festival            |
| 28 de julio de 2017      | Minnesota        | Estados Unidos  | Grand Casino Hinckley           |
| 29 de julio de 2017      | Dakota del Norte | Estados Unidos  | North Dakota State Fair Center  |
| 12 de agosto de 2017     | Montana          | Estados Unidos  | Montana Fair                    |
| 14 de agosto de 2017     | Iowa             | Estados Unidos  | Iowa State Fair                 |
| 6 de septiembre de 2017  | Jacksonville     | Estados Unidos  | Moran Theatre                   |
| 11 de septiembre de 2017 | Charlotte        | Estados Unidos  | Ovens Auditorium                |
| 13 de septiembre de 2017 | Washington D. C. | Estados Unidos  | MGM National Harbor             |
| 15 de septiembre de 2017 | Detroit          | Estados Unidos  | Fox Theatre                     |
| 17 de septiembre de 2017 | Chicago          | Estados Unidos  | Riot Fest                       |
| 19 de septiembre de 2017 | Sioux City       | Estados Unidos  | Orpheum Theatre                 |
| 21 de septiembre de 2017 | Denver           | Estados Unidos  | Bellco Theatre                  |
| 22 de septiembre de 2017 | Orem             | Estados Unidos  | UCCU Center                     |
| 24 de septiembre de 2017 | Oakland          | Estados Unidos  | Paramount Theatre               |
| 26 de septiembre de 2017 | Los Ángeles      | Estados Unidos  | Greek Theatre                   |
| 27 de septiembre de 2017 | Phoenix          | Estados Unidos  | Comerica Theatre                |
| 29 de septiembre de 2017 | Houston          | Estados Unidos  | Smart Financial Centre          |
| 30 de septiembre de 2017 | Dallas           | Estados Unidos  | Verizon Theatre                 |
| 2 de octubre de 2017     | Atlanta          | Estados Unidos  | The Fox Theatre                 |
| 4 de octubre de 2017     | Nueva York       | Estados Unidos  | Radio City Music Hall           |
| 5 de octubre de 2017     | Pensilvania      | Estados Unidos  | Tower Theatre                   |
| 7 de octubre de 2017     | Boston           | Estados Unidos  | Boston Opera House              |
| 10 de octubre de 2017    | Pensilvania      | Estados Unidos  | Sands Bethlehem Event Center    |
| 12 de octubre de 2017    | Montreal         | Canadá          | Théâtre Saint-Denis             |
| 13 de octubre de 2017    | Toronto          | Canadá          | Massey Hall                     |
| 15 de octubre de 2017    | Akron            | Estados Unidos  | Akron Civic Theatre             |
| 17 de octubre de 2017    | Nashville        | Estados Unidos  | Ryman Auditorium                |
| Tour 2.5                 |                  |                 |                                 |
| Latinoamérica            |                  |                 |                                 |
| 20 de octubre de 2017    | Guadalajara      | México          | Festival Coordenada             |
| 21 de octubre de 2017    | Monterrey        | México          | Live Out Festival               |
| 23 de octubre de 2017    | Ciudad de México | México          | Palacio de los Deportes         |
| 11 de noviembre de 2017  | Buenos Aires     | Argentina       | Personal Fest                   |
| Norteamérica             |                  |                 |                                 |
| 1 de diciembre de 2017   | Milwaukee        | Estados Unidos  | Eagles Club                     |
| 3 de diciembre de 2017   | Tampa            | Estados Unidos  | Credit Union Amphitheatre       |
| 5 de diciembre de 2017   | Orlando          | Estados Unidos  | Dr. Phillips Center             |
| 6 de diciembre de 2017   | Miami            | Estados Unidos  | The Fillmore Miami Beach        |
| 8 de diciembre de 2017   | Norfolk          | Estados Unidos  | Ted Constant Convocation Center |
| Tour Three               |                  |                 |                                 |
| Europa                   |                  |                 |                                 |
| 7 de enero de 2018       | Barcelona        | España          | Sant Jordi Club                 |
| 9 de enero de 2018       | París            | Francia         | Olympia                         |
| 11 de enero de 2018      | Cardiff          | Reino Unido     | Motorpoint Arena                |
| 12 de enero de 2018      | Londres          | Reino Unido     | The O2 Arena                    |
| 14 de enero de 2018      | Birmingham       | Reino Unido     | Genting Arena                   |
| 16 de enero de 2018      | Ámsterdam        | Países Bajos    | AFAS Live                       |
| 19 de enero de 2018      | Manchester       | Reino Unido     | Manchester Arena                |
| 20 de enero de 2018      | Glasgow          | Reino Unido     | The Hydro                       |
| Tour Four                |                  |                 |                                 |
| Oceanía                  |                  |                 |                                 |
| 8 de febrero de 2018     | Melbourne        | Australia       | Rod Laver Arena                 |
| 9 de febrero de 2018     | Sídney           | Australia       | Qudos Bank Arena                |
| 11 de febrero de 2018    | Brisbane         | Australia       | Riverstage                      |
| 13 de febrero de 2018    | Auckland         | Nueva Zelanda   | Spark Arena                     |
| Asia                     |                  |                 |                                 |
| 18 de febrero de 2018    | Manila           | Filipinas       | Mall of Asia Arena              |
| 21 de febrero de 2018    | Tokio            | Japón           | Zepp                            |
| Norteamérica             |                  |                 |                                 |
| 23 de febrero de 2018    | Honolulu         | Estados Unidos  | Blaisdell Concert Hall          |
| 6 de abril de 2018       | Miami            | Estados Unidos  | Parahoy! 2018                   |

### Recaudaciones
- La lista que se muestra a continuación es una lista de las recaudaciones que tuvo After Laughter Tour en algunas ciudades de Estados Unidos y Canadá.

| Lugar               | Ciudad, País                     | Entradas vendidas/disponibles | Recaudación |
| ------------------- | -------------------------------- | ----------------------------- | ----------- |
| MGM National Harbor | Washington D. C., Estados Unidos | 2,739 / 2,739 (100%)          | $174,350    |
| Theatre St-Denis    | Montreal, Canadá                 | 2,060 / 2,180 (94.4%)         | $104,578    |
| The Forum           | Inglewood, Estados Unidos        | 13,475 / 13,475 (100%)        | $889,150    |
| Total               | Total                            | 18.274 / 18.394 (99,3%)       | $1.168.078  |